# Leschi
El cap Leschi (1808-1858) fou líder del poble nisqually. Va signar alguns tractats el 1843 amb el representant nord-americà Isaac Stevens, però com pretenien espoliar-los bona part del seu territori, va donar suport els yakama en la Guerra Yakima del 1855-1856, obrint un nou front a la Guerra de Puget Sound), i va resistir en guerrilles a Seattle, que fou atacada en 1856 fins que fou capturat i executat a la forca el 1858 malgrat no haver comès cap crim. El 10 de desembre del 2004 un tribunal de l'estat de Washington va declarar que no havia comès cap crim quan fou executat.